# Partido Economista Democrático do Distrito Federal
O Partido Economista Democrático do Distrito Federal foi um partido político brasileiro, do então Distrito Federal (1891–1960), e que teve uma breve duração durante a década de 1930, como resultado da fusão entre o Partido Economista do Brasil e o Partido Democrático do Distrito Federal.

## Histórico
Partido de matiz conservadora, liderado pelo ex-prefeito Henrique Dodsworth, que posteriormente foi interventor do Distrito Federal no governo de Getúlio Vargas. 
Disputou as eleições para a Assembleia Nacional Constituinte de 1933 (quando elegeu 2 dos 10 deputados do Distrito Federal), e o pleito local de 1934, sendo derrotado em ambos pelo Partido Autonomista do Distrito Federal, do ex-interventor e prefeito Pedro Ernesto. Foi extinto em 1937, com o golpe do Estado Novo.
Nas eleições de 1934 elegeu três vereadores para a Câmara do Distrito Federal, e quatro deputados federais, para a Câmara dos Deputados.